# Norka Latamblet
Norka Latamblet Daudinot est une joueuse cubaine de volley-ball née le 25 août 1962 à Guantánamo. 

## Palmarès
- Jeux olympiques
  - Vainqueur : 1992
- Jeux panaméricains
  - Vainqueur : 1983.